# Om (John Coltrane)
| Recensione                          | Giudizio |
| ----------------------------------- | -------- |
| AllMusic                            | [ 1 ]    |
| Sputnikmusic                        | [ 2 ]    |
| The Rolling Stone Jazz Record Guide | [ 3 ]    |

Om è un album discografico di John Coltrane registrato nel 1965 ma pubblicato postumo a fine 1967 dalla Impulse! Records.

## Descrizione
Nell'ottobre 1965, Coltrane registrò il brano Om riferendosi alla sillaba sacra nella religione Indù, che simbolizza l'infinito e l'intero universo, e che corrisponde al nome mistico di Dio, oltre che indicare l'essenza della spiritualità stessa. Coltrane descrisse Om come "la prima sillaba, la parola essenziale, il verbo della forza". I 29 minuti della registrazione contengono canti del Bhagavad-Gita, un poema epico indù. Sebbene svariate fonti indichino erroneamente la data di incisione in studio (1º ottobre 1965) come data di pubblicazione dell'album, il disco venne pubblicato postumo a fine 1967 dopo la morte di Coltrane. Coltrane e Pharoah Sanders presero spunto da un testo buddista, il Libro tibetano dei morti, prendendo in esame un brano che descrive la verbalizzazione primordiale "om" come un comune denominatore cosmico e spirituale di tutte le cose.
L'album non fu accolto favorevolmente da critica e pubblico. Parte della critica lo reputò il peggior album di Coltrane, e si è spesso creduto che il disco fosse il risultato di un viaggio sotto l'effetto di LSD, essendo stato registrato sotto l'influsso di tale droga, ma altre fonti sostengono invece che ciò sia soltanto una diceria.

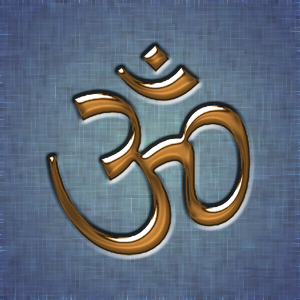
Il simbolo dellOṃ, il più sacro mantra induista. Questo simbolo ॐ deriva dall'unione di due caratteri del devanāgarī: ओ ('o') + ँ ('m' nasale) riportati in corsivo. Risultando il devanāgarī una scrittura non precedente all'VIII secolo d.C. questo simbolo è di gran lunga posteriore alla sillaba Oṃ presente in testi anteriori almeno al VI secolo a.C.

Nel brano Om, oltre a suoni non tipicamente jazz, rumoristici, cacofonici, e dissonanti, Coltrane e Sanders recitano un brano tratto dal poema indù Bhagavad-Gita all'inizio e alla fine della composizione. Coltrane (affiancato da Sanders, Tyner, Garrison, Garrett, Elvin Jones ed il flautista Joe Brazil) esegue un brano free-form dalla durata di 29 minuti. Il brano inizia con un breve incanto recitato da Coltrane e da altri musicisti del gruppo. Come sottofondo alle parole si ode un brusio di ritmiche e sonorità eseguite da Brazil con il flauto. Inizia poi un diluvio sassofonico, seguito dalla linea saltellante del pianoforte di Tyner e dalla combinazione orientaleggiante di flauto e clarinetto basso. La leggenda narra insistentemente che Coltrane avesse fatto uso di LSD durante le sedute di registrazione, e anche se non è certo che abbia registrato Om sotto l'effetto dell'acido lisergico, più o meno in questo periodo il sassofonista iniziò a farne uso. Già l'inizio trasporta subito l'ascoltatore in un'Africa immaginaria: si ascoltano percussioni varie, e sopra di esse una mbira, il piccolo strumento africano a lamelle pizzicate con i pollici. Segue una salmodia recitata dai musicisti, che si conclude sulla parola "om", la quale inizia un free collettivo. Nel disco è presente anche un flauto (Joe Brazil).

## Pubblicazione
Secondo Eric Nisenson, Coltrane, "chiaramente imbarazzato da Om, disse a Bob Thiele di non volere che venisse mai pubblicato." Tuttavia, Thiele, dirigente e produttore della Impulse!, lo fece uscire nel 1968 per capitalizzare sulla morte di Coltrane e sulla crescente scena rock psichedelica dell'epoca. Alla sua pubblicazione, "una copia dell'album fu quasi immediatamente messa in vetrina nello Psychedelic Shop del quartiere di Haight-Ashbury." Lo studioso di Coltrane Ashley Kahn scrisse: "Nel titolo e nella copertina, non avrebbe potuto essere più tempestivo, legandosi all'aspetto e all'atmosfera dell'anno che portò alla luce la Summer of Love."
Il giudizio della critica sull'album è alquanto discorde. Secondo Lewis Porter, "alcuni fan rimasero sorpresi dal canto del gruppo ... Coltrane stava permettendo un'informalità e uno spiritualismo nelle sue registrazioni e nelle sue esibizioni che alcuni trovavano amatoriali; altri lo trovarono liberatorio e rivoluzionario." David Nelson McCarthy definì Om "l'unica uscita maggiore di Coltrane di qualità discutibile... con suoni striduli e voci lamentose, questo è solo per veri appassionati e completisti." Ben Ratliff lo descrisse come "una catarsi abbastanza sconnessa, agitata, fangosa, della durata di ventinove minuti."

## Tracce

### Versione LP
Lato A
1. Om (part one) – 15:02

Lato B
1. Om (part two) – 13:58

### Versione CD
1. Om – 28:49

(Nota: Mentre alcune versioni in CD hanno Om come lunga singola traccia, altre mantengono la configurazione originale dell'LP in due tracce separate)

## Formazione
- John Coltrane - sassofono tenore e soprano
- Pharoah Sanders - sassofono tenore
- Donald Rafael Garrett - clarinetto basso
- Joe Brazil - flauto
- McCoy Tyner - pianoforte
- Jimmy Garrison - contrabbasso
- Elvin Jones - batteria